# Acrochordomerus mediterraneus
Acrochordomerus mediterraneus is een vliegensoort uit de familie van de roofvliegen (Asilidae). De wetenschappelijke naam van de soort is voor het eerst geldig gepubliceerd in 1995 door Kovár & Hradský.